# آفتابی (سرده)
آفتابی (نام علمی: Farsetia) نام یک سرده از تیره شب‌بویان است.